# ويلي أورموند
ويلي أورموند (بالإنجليزية: Willie Ormond)‏ (مواليد 23 فبراير 1927) هو لاعب كرة قدم. يلعب مع منتخب اسكتلندا لكرة القدم. سبق له أن لعب في كأس العالم لكرة القدم مع منتخب بلاده.

## روابط خارجية
- ويلي أورموند على موقع الاتحاد الدولي (مؤرشف)  (الإنجليزية)
- ويلي أورموند على موقع قاعدة بيانات كرة القدم.إي يو (الإنجليزية)
- ويلي أورموند على موقع ناشيونال فوتبول تيمز (الإنجليزية)